# Réalité
Pour le film de Quentin Dupieux, voir Réalité (film).
La réalité désigne l’ensemble des phénomènes considérés comme existant effectivement. Ce concept désigne ce qui est physique, concret, par opposition à ce qui est imaginé, rêvé ou fictif. Si l'usage du mot est initialement philosophique, particulièrement dans sa branche ontologique, il a intégré le langage courant et donné lieu à des usages spécifiques, notamment en science.

## Définitions: étymologies et histoire du mot

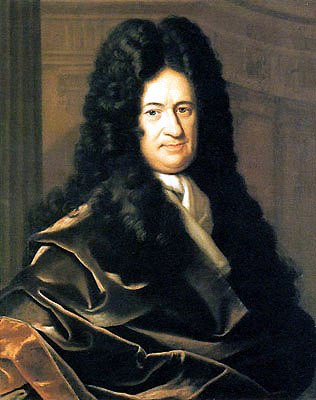
D'après Leibniz, les phénomènes mêmes sont des réalités.

Le Dictionnaire Larousse donne de « réalité » (du latin médiéval realitas, du latin classique realis, de res, « chose ») les définitions suivantes : « caractère de ce qui est réel, de ce qui existe effectivement » ; « ce qui est réel, ce qui existe en fait, par opposition à ce qui est imaginé, rêvé, fictif » ; « vie réelle, telle qu'elle est, par opposition aux désirs, aux illusions » ; « chose réelle, fait réel ».

En philosophie, le Lalande définit la « réalité » comme A : le « caractère de ce qui est réel, à l'un quelconque des sens de ce mot » ; B : « ce qui est réel, soit qu'on le considère dans un de ses éléments (une réalité), soit qu'on le considère dans son ensemble (la réalité) ». Au sens B, Leibniz est cité : 

« Quand on accorderait que certaines natures apparentes, qui nous font donner des noms, n'ont rien d'intérieur commun, nos définitions ne laisseraient pas d'être fondées dans les espèces réelles : car les phénomènes mêmes sont des réalités »

— Leibniz, Nouv. Essais, III, VI, 13.

### Étymologies et équivalences selon les langues

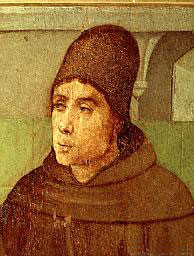
Dans la philosophie scolastique de Duns Scot, la realitas désigne le caractère réel de quelque chose ou de quelqu'un.

Le terme français réalité, tout comme ses équivalents anglais (reality), allemand (Realität), suédois (realitet), italien (realità) ou espagnols (realidad) dérive d'un mot forgé au XIIIe siècle par le philosophe scolastique Duns Scot : la realitas.
Le Lalande donne de « réalité » les équivalences suivantes : en allemand → Realität, Wirklichkeit ; en anglais → reality et souvent (sens A) comme pour « réel », actual, actualness ; en italien → realità.
Étymologiquement, le nom féminin « réalité » en français, d'abord reellité (vers 1290), puis realté (XIVe siècle) et réalité (vers 1550), est emprunté, à la suite de réel, au latin médiéval realitas, -atis, dérivé de realis pour « réel ». Realitas correspond à « bien, propriété » (vers 1120) et, dans l'usage scolastique, le terme désigne le « caractère réel » de quelque chose ou de quelqu'un (Duns Scot, vers 1300). En suivant le même développement en philosophie que l'adjectif « réel », il désigne ensuite en théologie « la présence réelle de Dieu dans l'Eucharistie (1680) » , tandis qu'en art (1762), il précède « réalisme ». Le Dictionnaire historique de la langue française signale également l'élaboration en psychanalyse freudienne du concept de « principe de réalité » (1923), contemporain de « principe de plaisir » et d'« épreuve de réalité » (1922).
En allemand, à côté du mot Realität formé sur real dérivé du latin res (chose), le nom Wirklichkeit (réalité) est formé sur l'adjectif wirklich qui signifie aujourd'hui : « réel, actuel, positif, effectif », mais aussi « vrai, véritable, authentique », et en tant qu'adverbe « réellement, effectivement, en effet, vraiment, en vérité, de fait, pour de bon […] » ,. Wirklich est formé à partir du verbe wirken (aujourd'hui : produire, fabriquer, travailler, avoir comme résultat, agir, produire de l'effet…), dérivation du substantif Werk (aujourd'hui : travail, ouvrage, œuvre…). Étymologiquement, Werk et wirken sont apparentés avec le grec ergon (comme pour le mot Énergie) : « travail » ,. Ergon se rattache à une racine indoeuropéenne *werg-, « agir », qu'on retrouve dans les langues germaniques (anglais to work, allemand werken).
Selon le Vocabulaire européen des philosophies, si le néologisme realitas ne pose pas de problème de traduction dans différentes langues, l'équivalence qu'il pose entre réalité, formalité, quiddité, et possibilité interne implique que le vocabulaire de l'ontologie soit redistribué jusqu'après Kant : on peut ainsi retrouver une identité entre la réalité et le caractère quidditatif (la Sachheit) mais aussi entre réalité et factualité voire actualité (dans le registre de l'effectivité, la Wirklichkeit en allemand). On retrouve, malgré tout et avec une amplitude diverse, dans toutes les langues européennes l’ambiguïté entre existence et essence.

### Tradition scotiste
Construit à partir du latin res, la chose, ce concept désigne alors à la fois le principe et l’actualité d'un objet donné. Dans la tradition scotiste, la réalité d'une pierre comprend à la fois son essence (l'idée de pierre qui permet d'identifier toutes les pierres existantes) et son concret (cette pierre en particulier).
Un scholiaste de Duns Scot, Pierre Auriol note ainsi que « le terme « chose » se prend en deux acceptions : d'une part au sens d'une chose essentielle, — et alors il n'est pas vrai que l'être de la pierre ne soit que sa réalité —, d'autre part au sens de la réalité actuelle, et alors cela est vrai ; il en résulte que dans la pierre existant effectivement, il y a deux réalités, (l'une essentielle, la pierréité, et l'autre accidentelle, à savoir l'actualité) ».
L'acception scotiste de la réalité domine la pensée européenne jusqu'à la fin du XVIIe siècle.
Publié en 1692, le Lexicon rationale seu thesaurus philosophicus d'Étienne Chauvin ne voit dans ce terme qu'une caractéristique de l’entièreté de la chose. « la doctrine des Scotistes ».

### Approche cartésienne

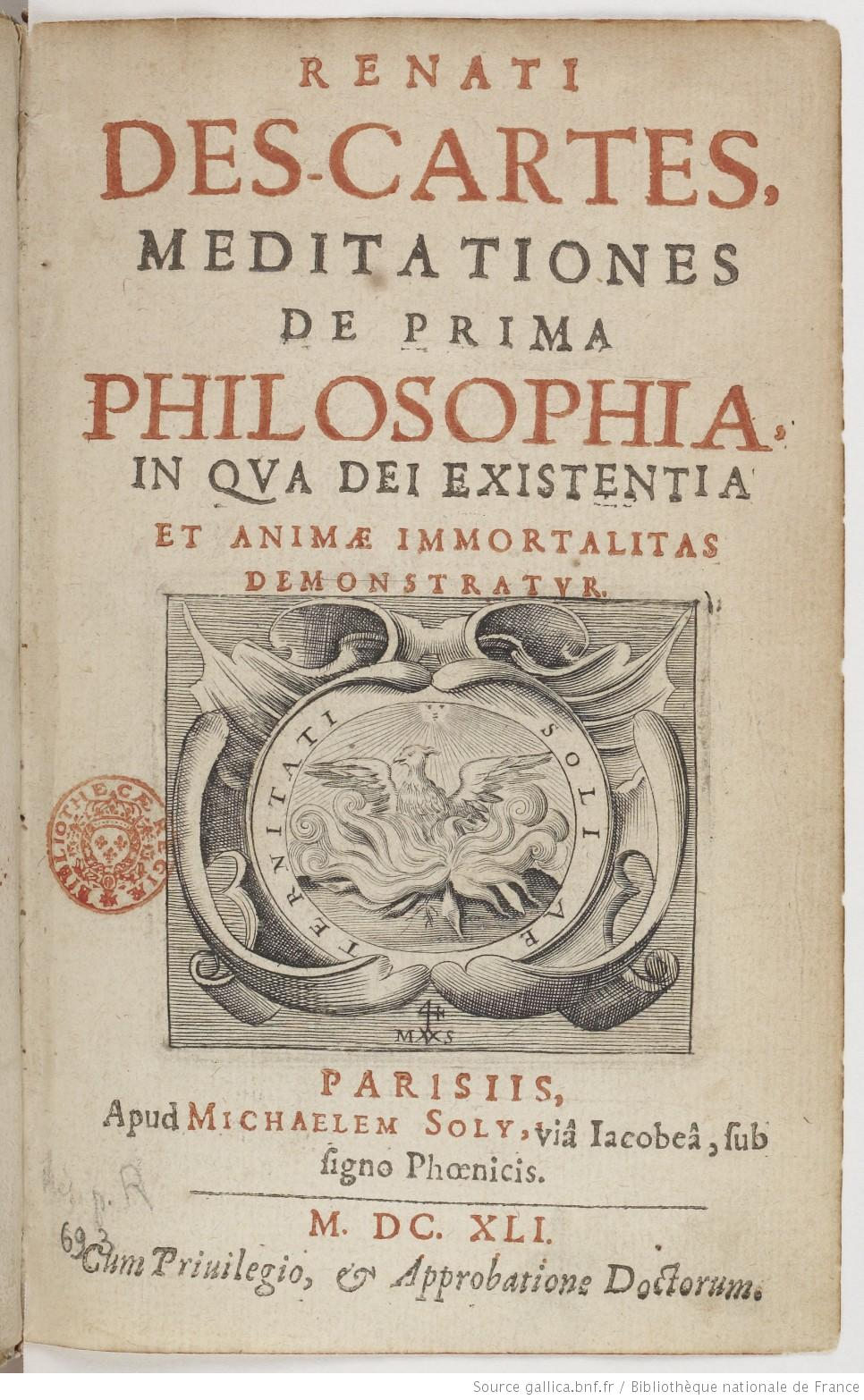
Dans la Troisième méditation, Descartes développe le thème d'une réalité objective de l'idée.

Des acceptions concurrentes ont pourtant déjà émergé plus tôt dans le siècle. Dans sa Troisième méditation, René Descartes développe le thème d'une réalité objective très éloignée de la realitas des scotistes : la réalité objective c'est tout ce qui se distingue à la fois de la fiction et de « l'être de raison ». La réalité objective de l'idée désigne ainsi ce processus mental de représentation qui attache une idée à une chose positive.

### Réalité comme «effectivité», sensualisme et empirisme anglais

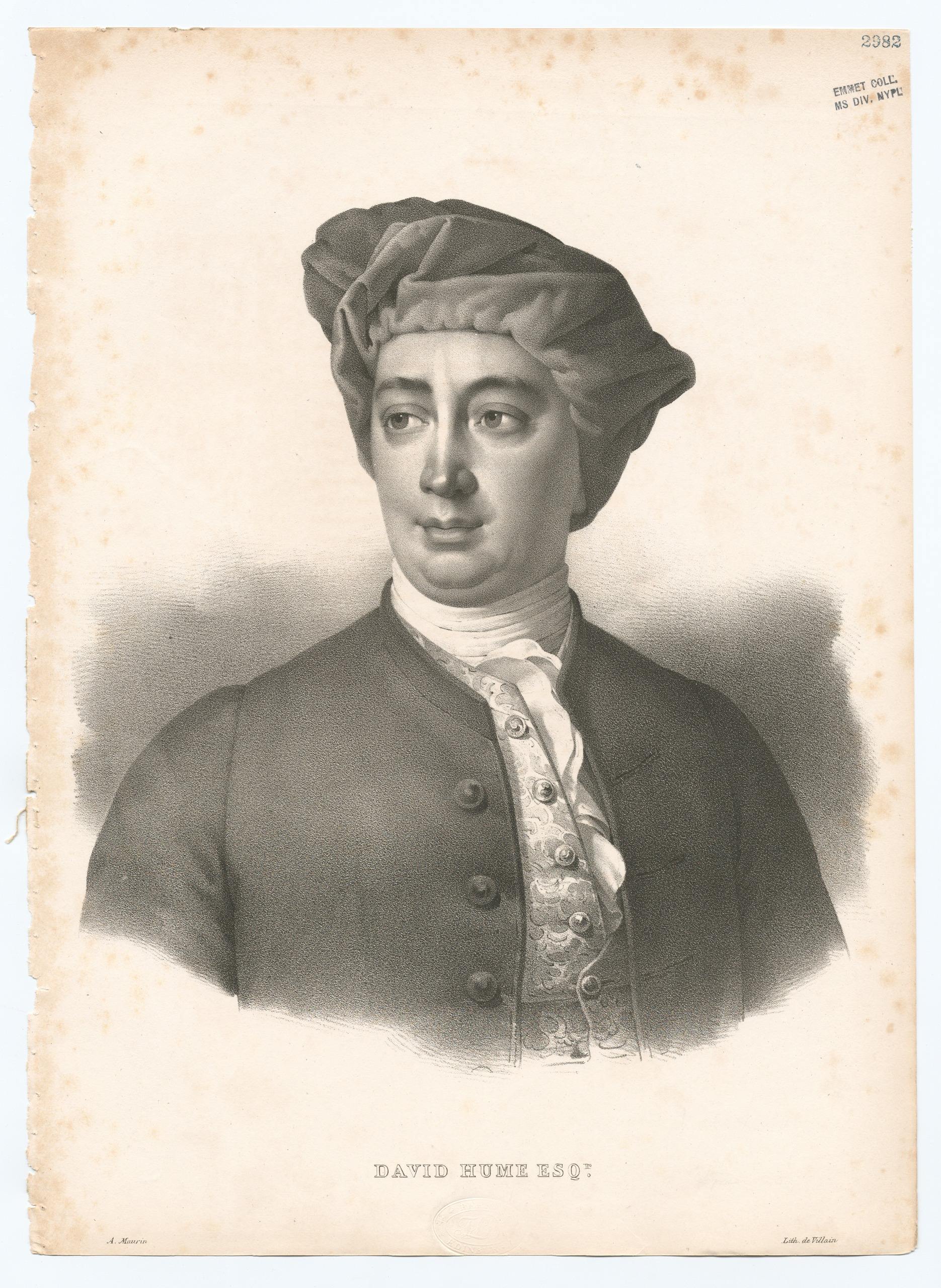
Hume oppose le réel, ce qui existe effectivement, au possible.

Les sensualistes anglais radicalisent l'approche cartésienne. Chez George Berkeley la reality devient presque synonyme d’effectivity.
Dans son Traité de la nature humaine, David Hume oppose clairement le réel au possible : appartient au réel non pas ce qui peut exister, mais ce qui existe effectivement.

## Réel et / ou réalité en philosophie
D'après le Vocabulaire technique et critique de la philosophie d'André Lalande, il y aurait dans l'usage des mots « réel », « réalité, « deux grands concepts primitivement distincts, mais aujourd'hui mêlés si étroitement qu'on n'en peut le plus souvent faire le départ » :
1. Un sens se rattache à l'idée de chose « en tant qu'objet de pensée » (something en anglais : quelque chose) ; c'est l'actuel, le donné : « il comprend toute la matière de la connaissance, tout ce qui est présent ou présenté »[10]. Mais « actuel » et « actualité » (termes voisins : actual; actuality en anglais ; wirklich, Wirklichkeit pris au sens propre en allemand) n'ayant plus guère en français qu'une valeur temporelle, « réel et réalité ont hérité de ce sens »[10] ;
2. Un sens se rattache également à l'idée de « chose », « mais au sens plein de ce mot : ce qui constitue un objet défini, logique, permanent, ayant une certaine autonomie ; ce qui présente un caractère d'efficacité, de valeur commune […] »[10]. Cette chose ou ce réel peut être alors conçu « comme entièrement phénoménal, comme immanent à la représentation », et c'est même ainsi que le mot « réel » s'emploie le plus ordinairement, dit Lalande en donnant l'exemple de « l'arc-en-ciel » qui n'est pas un objet réel alors que l'air en est un (référence est faite à Identité et réalité d'Émile Meyerson). Selon lui, « Le réel construit s'oppose au réel donné. L'un est le terminus a quo, l'autre le terminus ad quem »[10].

### Rapport aux mondes existants
« La philosophie se trouve gravement embarrassée lorsqu'elle doit indiquer en quoi consiste le caractère de l'être-réel, son existentia. La réalité est un mode fondamental de l'être de l'étant en relation avec la possibilité et la nécessité. Tout ce qui est réel est aussi au moins possible mais pas toujours également nécessaire [...] Ainsi conçue la réalité est prise pour une modalité ontologique des choses [...]. L'homme tente de sortir de ce dilemme en rapportant l'étant objectif au sujet qui se le représente. Si la représentation n'est pas soumise à l'arbitraire du sujet, si celui-ci ne peut pas combiner à son gré les contenus de la représentation, mais qu'il fait l'expérience d'une contrainte positive, l'objet sera dit réel » écrit Eugen Fink, dans son livre Le jeu comme symbole du monde .
Pour Platon, il faut dépasser l'apparence sensible, fugace et changeante des choses, pour accéder au monde des idées, qui fonde tout ce qui existe dans le monde sensible, et en permet la connaissance. L'apparence sensible est donc une forme d'illusion, en tout cas d'imperfection de l’archétype parfait. Le monde physique dans lequel les êtres humains évoluent n'est qu'une représentation, une copie, des Idées. Kant en revanche considère que la réalité pour l’être humain n'est rien d'autre que celle qui lui apparaît, sa manifestation sensible ; elle est donc d’ordre phénoménal, la chose en soi étant, elle inconnaissable. Du coup, du fait de cette dissociation, la réalité n'est pas conçue comme identique ou équivalente à la vérité.[réf. nécessaire]

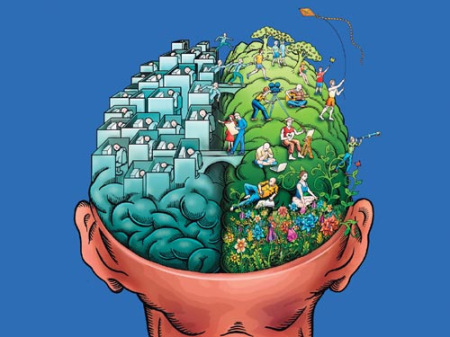
Les « trois mondes » de Karl Popper.

Le philosophe Karl Popper a proposé une approche différente de la réalité. Il a découpé le réel en trois mondes (Métaphysique des trois mondes) : 
1. Le monde 1 des objets physiques, vivants ou non ;
2. Le monde 2 des ressentis et des vécus, conscients et inconscients ;
3. Le monde 3 des productions objectives de l'esprit humain (aussi bien des objets que des théories, ou des œuvres d'art).

Selon cette approche, les contenus de pensée comme les rêves, les fictions, les théories font partie du réel. Le réel est donc pris dans un sens de « tout ce qui existe ». Cependant, Raynald Belay souligne dans le Dictionnaire des concepts philosophiques que « [m]ême si elle suppose conceptuellement l'identité, la permanence et l'univocité, la réalité ne peut être invoquée que sur le fond d'une différence première entre elle et ce dont on la distingue (apparence, phénomène, simulacre, rêve, illusion, idée ou idéal...), ce qui soulève une difficulté, puisque ce qui n'est pas la réalité et se confond parfois avec elle doit participer de celle-ci pour exiger cette discrimination ».

## Réalité et réel en psychanalyse

### Réalité chez Freud

En psychanalyse, Sigmund Freud forge le concept de réalité psychique.

Le terme « réalité psychique » désigne chez Sigmund Freud ce qui dans le psychisme « présente une cohérence et une résistance comparables à celles de la réalité matérielle ». En psychanalyse, il s'agit fondamentalement du « désir inconscient et des fantasmes connexes ».
Le principe de réalité est pour Freud l'un des deux principes qui régissent le fonctionnement mental ; en tant que principe régulateur, « il forme couple avec le principe de plaisir qu'il modifie » : au lieu de s'effectuer « par les voies les plus courtes », la recherche de satisfaction emprunte des détours et ajourne dès lors  son résultat « en fonction des conditions imposées par le monde extérieur ». Du point de vue topique, le principe de réalité caractérise surtout le système préconscient-conscient.
Selon Jean Laplanche, « bien des textes de Freud ne permettent pas d'établir une différence systématisée entre Realität et Wirklichkeit ». Mais en métapsychologie, l'usage des termes Real (réel) ou Realität (réalité) s'avère spécifique, ainsi pour psychische Realität (réalité psychique), Realverlust (perte de réalité), Realbeziehung (relation au réel), Realitätsprinzip (principe de réalité). Les nouvelles traductions des OCF.P ont toutefois marqué les termes en wirklich par le terme français « effectif » en raison de la proximité étymologique, et cette distinction ayant déjà été faite, d'après Laplanche, dans les traductions de Hegel par Jean Hyppolite.

### Réel chez Jacques Lacan

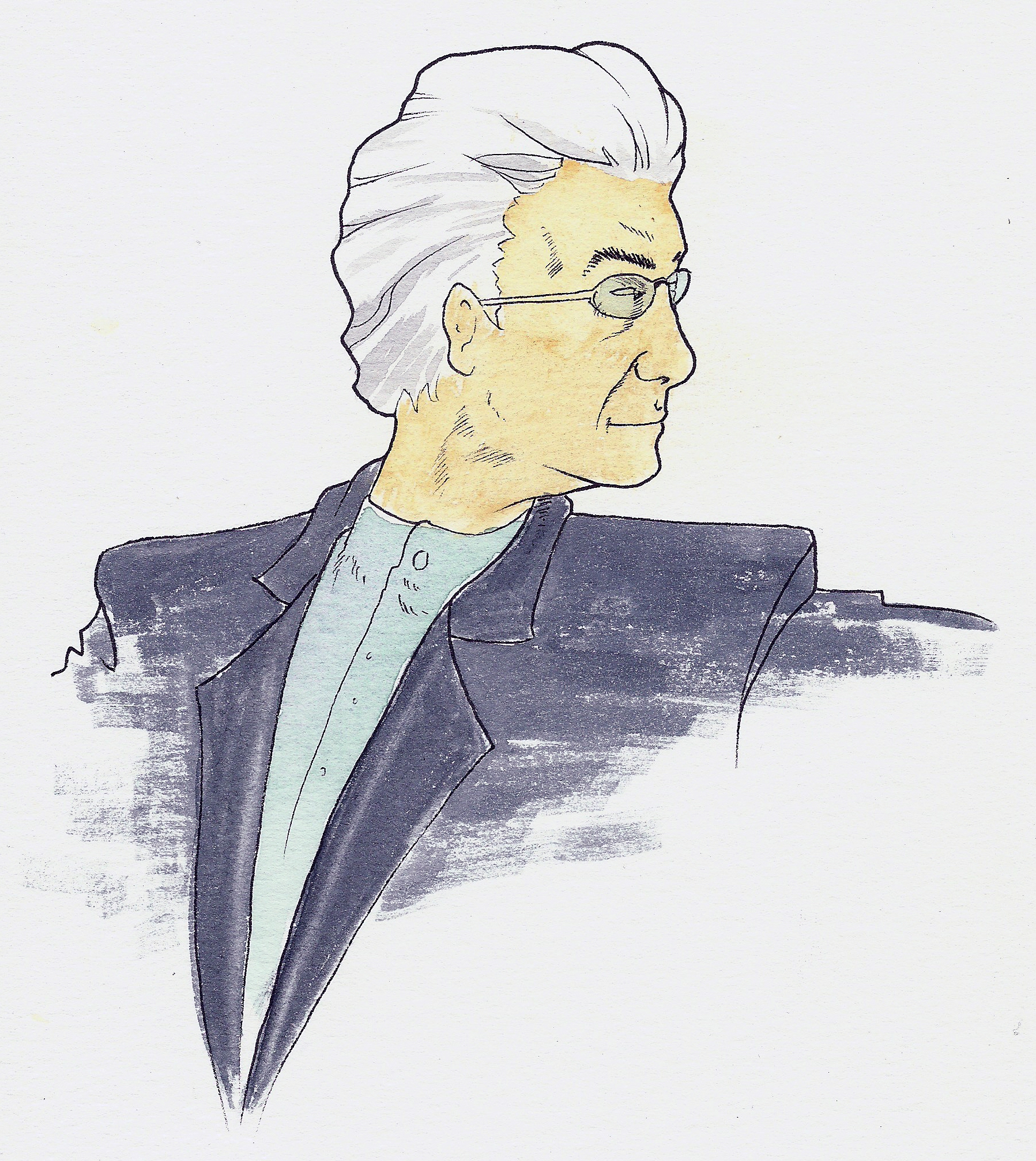
Chez Jacques Lacan, le Réel est parfois désigné comme l'impossible.

Selon Élisabeth Roudinesco et Michel Plon, c'est en empruntant à la fois au vocabulaire philosophique et au concept freudien de réalité psychique que Jacques Lacan introduit en 1953 le terme de « Réel » (employé comme substantif) dans sa conférence sur « Le Symbolique, l'Imaginaire et le Réel », pour désigner « une réalité phénoménale, immanente à la représentation et impossible à symboliser » entièrement par le langage. Parfois désigné également comme « l'impossible », c'est « un objet d'angoisse par excellence ».
D'après Pierre-Christophe Cathelineau, le réel se définit comme « ce que l'intervention du symbolique pour un sujet expulse de la réalité », il s'oppose donc à la réalité mise en ordre par le symbolique (ce que la philosophie désigne comme représentation du monde extérieur) mais peut faire retour dans celle-ci sous la forme d'hallucinations dans le cas de psychoses fondées sur la forclusion.

## La réalité dans les sciences

### Max Planck
Pour Max Planck, « la question de savoir ce qu'est une table en réalité ne présente aucun sens. Il en va de même ainsi de toutes les notions physiques. L'ensemble du monde qui nous entoure ne constitue rien d'autre que la totalité des expériences que nous en avons. Sans elles, le monde extérieur n'a aucune signification. Toute question se rapportant au monde extérieur qui ne se fonde pas en quelque manière sur une expérience, une observation, est déclarée absurde et rejetée comme telle ». Par conséquent, la couleur rouge est la réalité pour le voyant et n'est pas la réalité pour l'aveugle. La notion de réalité dépendant des expériences vécues, elle est donc nécessairement variable en fonction des individus.

### Richard Dawkins
Richard Dawkins estime qu'on peut définir la réalité comme ce qui peut rendre les coups (« reality is what can kick back »)[réf. nécessaire]. C'est, selon lui, le seul critère qui permet de la distinguer, sans discussion possible, de l'illusion.

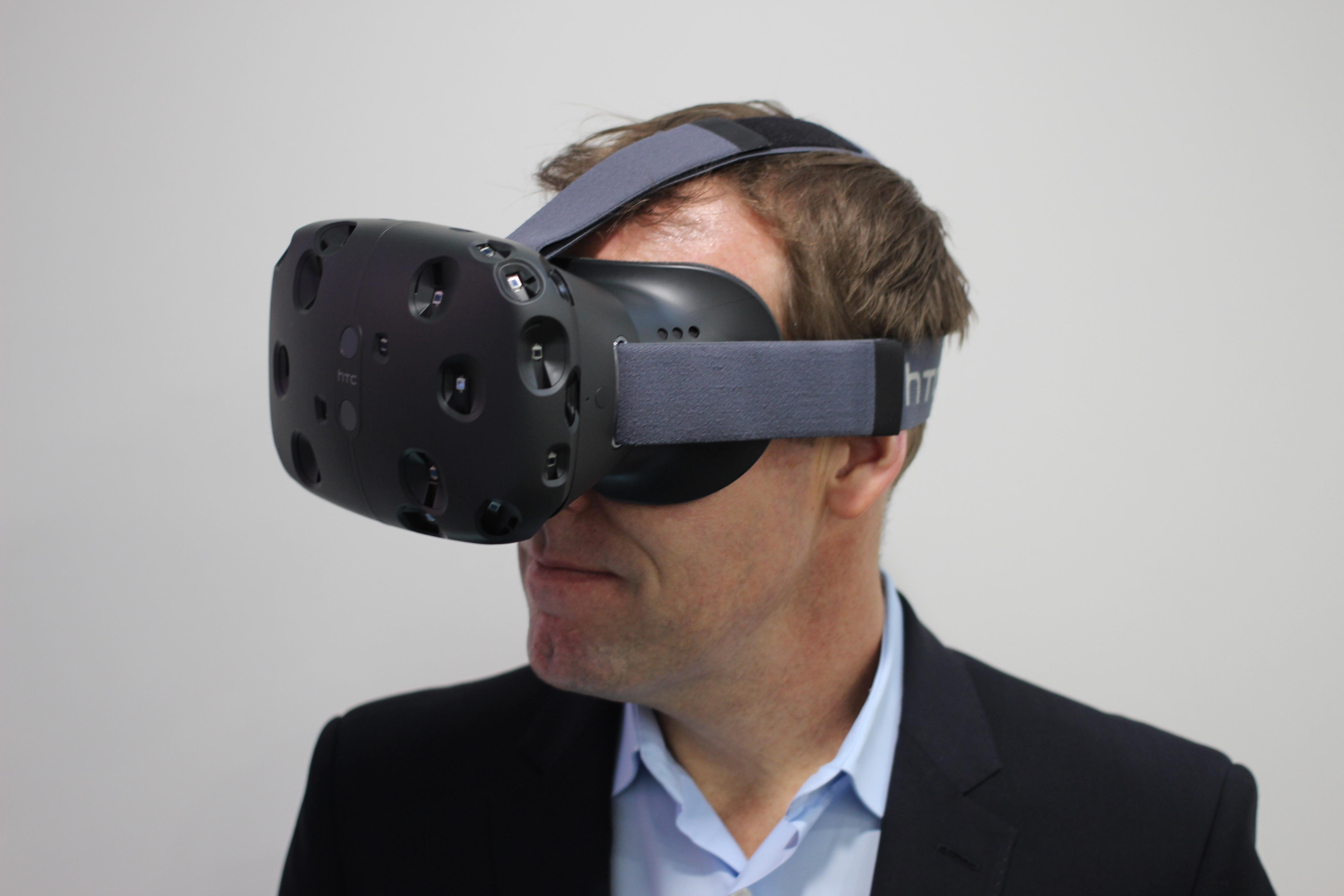
Casque de réalité virtuelle appelé HTC Vive.

Cette définition particulière a pour effet de définir comme réelles :
- la réalité virtuelle (ce qui justifie d'ailleurs l'emploi du terme de « réalité ») ;
- les nombres premiers ; en effet, aucune décision arbitraire ne peut empêcher un nombre premier de l'être, ni deux personnes qui n'ont jamais communiqué ensemble et vivent sur deux continents différents de découvrir les mêmes sans jamais s'être concertés.

Cette position est voisine de celle de l'écrivain Philip K. Dick pour qui « la réalité, c'est ce qui continue à s'imposer à vous quand vous cessez d'y croire ».

### La notion de réalité dans le constructivisme
Selon la pensée constructiviste, qui s'oppose partiellement au réalisme, la réalité serait une expérience inévitablement relative à celui qui l'appréhende. La connaissance ne permet pas, dans cette logique, d'accéder a une perception « plus vraie » des choses ; elle serait plutôt une donnée, une réalité en soi, celle de l'expérience de ce qui est. Le constructivisme postule ainsi la réalité comme une construction de l'esprit qui resterait toujours relative à celui qui la perçoit comme une réalité.
Edgar Morin préfère parler de coconstructivisme pour éviter l'image d'une réalité issue d'une construction exclusivement mentale. Il exprime ainsi une « collaboration du monde extérieur et de notre esprit pour construire la réalité »[réf. nécessaire].

### Avant l'Internet 2.0
Ce que nous qualifions de « réel » est aussi le produit d'une construction sociale qui évolue tout au long de la vie, grâce à l'auto-apprentissage, à l'éducation et à l'information par les pairs notamment. Au cours du temps, l'évolution de la connaissance scientifique modifie aussi cette construction de la réalité. L'étude de ces processus a déjà une histoire relativement dense.
En 1971, Berger et Luckmann dans The Social Construction of Reality insistent sur le rôle de l'apprentissage au quotidien (via l'action et la pratique), mais aussi sur le rôle de la communication. Comprendre ces processus offrent une base pour mieux saisir ce que Couldry et Hepp (2017) appellent « la construction médiée de la réalité », car, selon eux, les « technologies » de communication (oralité, écriture, puis téléphone et NTIC jusqu'à WhatsApp de nos jours) ont toutes eu un impact sur la façon dont l'humanité a communiqué. Pour Till (2020) « l’ampleur de l'intégration des médias numériques dans nos vies conduite à un état sans précédent de « médiatisation profonde » ». Ces bouleversements du contexte médiatique ont aussi bouleversé la dynamique fondamentale des figurations sociales, et donc les modes de production du sens.

#### À l'ère d'Internet et des réseaux sociaux numériques (post-vérité…)
Selon Gotved (2006) dans la Webosphère naissante, certains aspects « en ligne » de la réalité sociale se construisent via les histoires et archives partagées, et d'autres via les métaphores, les objets virtuels et les restrictions et potentialités programmées dans les interfaces.
Mais rapidement cette construction en ligne de la réalité est de plus contrôlée et centralisée par les « plates-formes » (Google, Facebook, Twitter…) qui dans les années 2010 dominent largement les interactions en ligne,,.
Ainsi le « graphe social » de Facebook cartographie les interactions entre internautes et avec les pages, vidéos et groupes visités, avec les publicités qu'il regarde, afin de créer des assemblages et bulles de filtres qui, selon Arvidsson (2016) ne sont pas nécessairement fidèlement représentatifs des vies et des processus réels des internautes.
Pour Angermuller (2018) et Sismondo (2018) les vérités sont aussi « le produit de pratiques discursives et de relations matérielles de pouvoir et d'économie politique ». Une rhétorique récente issue de lobbys, souvent dite populiste semble avoir inventé les post-vérités, tout en politisant et/ou discréditant la connaissance scientifique à son profit dans le contexte de réseaux sociaux amplifiant et accélérant les fake-news par rapport aux vérités.
Les contenus de la blogosphère et des médias sociaux, dont les réactions immédiates envoyées sur Twitter ont commencé à constamment interférer avec notre vision du monde, alertaient (Couldry et Mejias en 2018, après Couldry et Van Dijck en 2015, et à être reprises (sans le temps de l'analyse et du recul) par les médias papier et audiovisuels grand public notait déjà Lăzăroiu en 2014. Ceci a considérablement accéléré les flux entre les trois types de réalité qu'Adoni et Mane (1984) qualifient de 1) objective, 2, symbolique et 3) sociale et subjective.

Désormais, chaque individu 'connecté' peut (honnêtement ou non, bénévolement ou non) présenter sur le Web sa propre interprétation de faits sociaux, techniques, scientifiques ou du monde (il exprime alors une réalité subjective). Mais cet avis peut immédiatement être repris et largement diffusé comme contenu par des groupes, lobbys ou médias grand public qui ainsi tendent à le crédibiliser. D'un statut « subjectif » cet avis individuel passe alors à un statut de « réalité symbolique » assumée par d'autres, et il ressemble à une « réalité objective » (faits réellement existants), car les médias sociaux contribuent maintenant à façonner la « réalité objective » dont en prenant une part croissante dans le débat socioculturel et politique, ce qui oblige des personnalités politiques ou médiatiques à réagir (ou sur-réagir), ce qui augmente le poids politique et médiatique de l'avis (quelle que soit sa véracité ou son utilité sociale).
En 2015, des chercheurs comme Bilić estimaient que la « réalité objective » semble ainsi s'éloigner de la « réalité subjective ». Cet éloignement est d'autant plus important, que :
- d'une part les processus par lesquels la « réalité objective » est construite sont obscurcis ou déniés, comme cela est courant dans le monde en ligne[22] ;
- d'autre part car nos bulles de filtres sont produites par des boites noires (l'algorithmique des GAFA qui choisissent dans le colossal flux d'information et de publicités celles qui vont nous être présentées, supposément selon nos « préférences », mais en réalité selon des critères relevant du secret commercial et du secret des affaires)[22] ;
- et enfin car des bots ou des usines à trolls peuvent  aisément faire croire qu'un grand nombre de gens croient « vrai » un mensonge. Ce faisant, il devient possible de faire passer une fake-news pour un fait plausible ou réel, généralement dans un contexte complotiste, qui contribue aussi à la fabrique du doute et du déni. Dans tous les cas, l'attention de la cible est détournée de complots biens réels, pilotés et organisés par ceux qui financent et mettent en œuvre le « contrôle réflexif » de l'information (technique issue de la guerre psychologique « moderne »).

### Autres
En 1981, l'ouvrage collectif intitulé L'invention de la réalité présente ce qu'est le ressenti de la réalité, et explique également comment il peut évoluer. Cette exploration est établie sous la direction de Paul Watzlawick, psychologue analytique, jungien de formation, qui a lui-même écrit sur le sujet, en 1976, dans La réalité de la réalité.
Les travaux récents du neurologue David Eagleman (en), et de ses pairs, mettent en lumière les difficultés que l'on rencontre lorsqu'il s'agit de comprendre le monde réel[réf. nécessaire]. Les nouvelles technologies d'imagerie médicale permettent de voir les zones du cerveau impliquée dans la perception[réf. nécessaire].

## La réalité selon les religions

### Bouddhisme

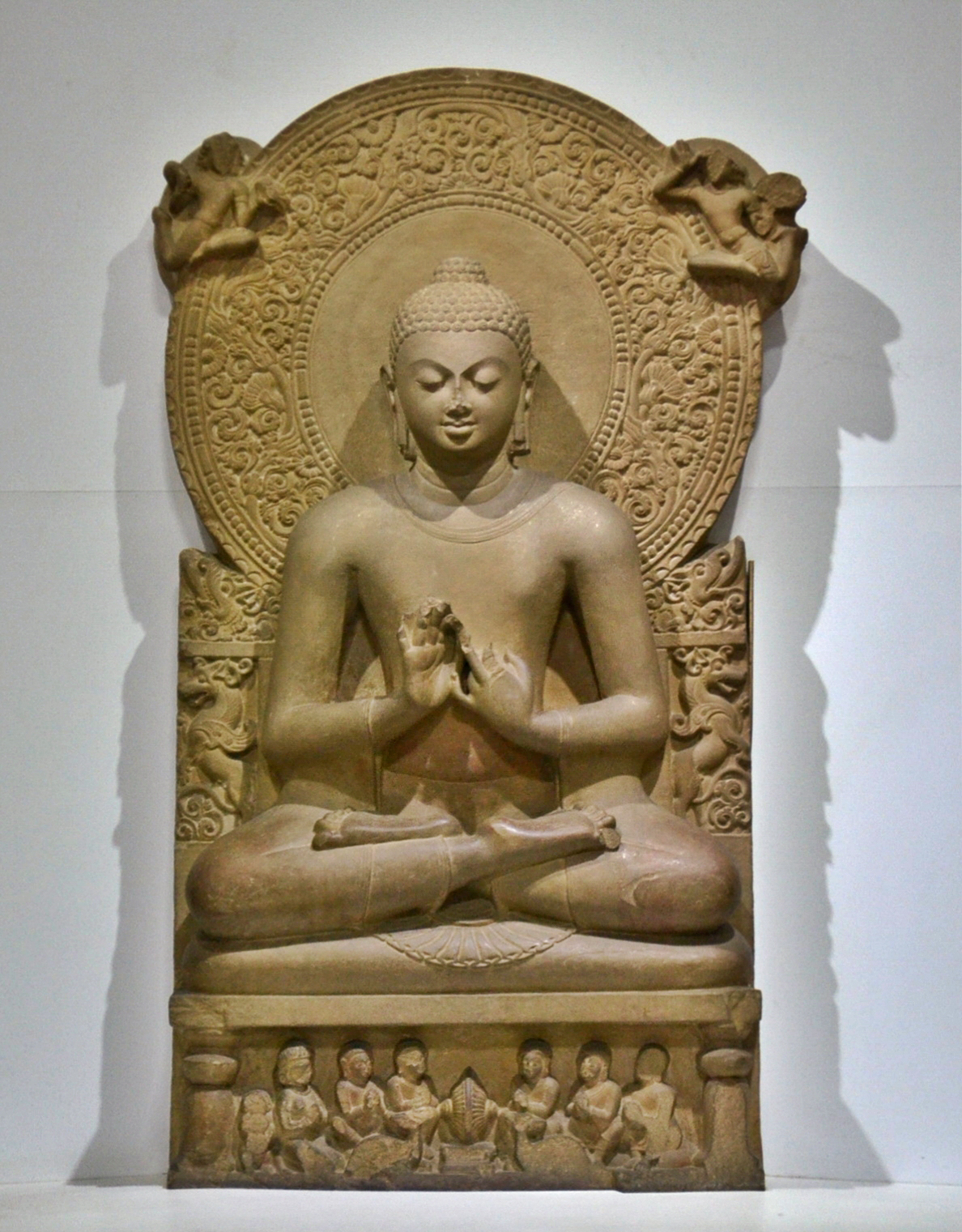
Le bouddhisme distingue deux réalités : la réalité relative et la réalité absolue.

Dans le bouddhisme, des enseignements distinguent la réalité (ou vérité) relative, conventionnelle, de la réalité absolue. La première concerne les phénomènes et leur apparence ; la seconde se rapporte à la nature « essentielle et ultime » des choses. Cette distinction donne lieu à des différences d'interprétation entre les écoles. Par exemple, dans le bouddhisme mahayana, pour l'école Chittamatra, « seule la conscience est ultimement réelle » et pour l'école Madhyamika, la réalité absolue est « vacuité de tous les phénomènes, y compris de la conscience, leur absence d'être en soi ». Pour les écoles de Nichiren, la réalité ultime de tous les phénomènes est Shohō jissō（諸法実相) c’est-à-dire la « vérité ultime ou réalité qui pénètre tous les phénomènes et n’est en rien séparée d’eux ».

### Religions abrahamiques
Pour les religions abrahamiques, la réalité a été créée et mise en forme par Dieu, le créateur du monde et des êtres vivants. Tout ceci est une vérité révélée par les prophètes de Dieu afin que les croyants se souviennent d'où ils viennent et que rien n'est le résultat du hasard.

#### Théologie chrétienne

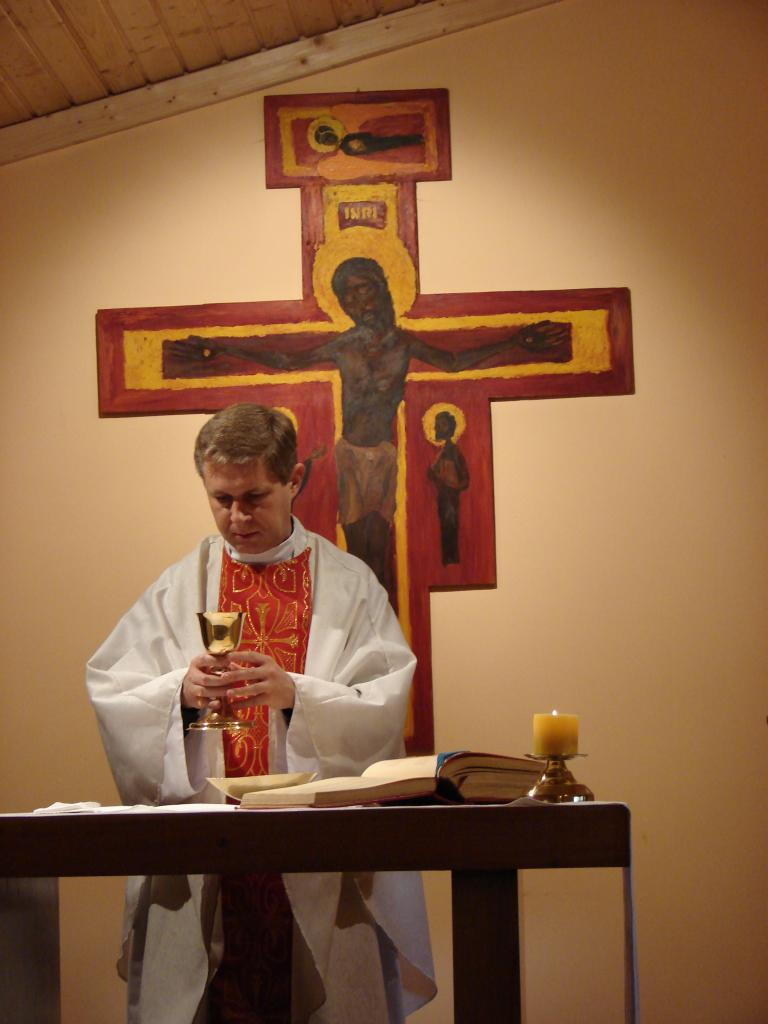
Prêtre célébrant l'eucharistie.

Les chrétiens, notamment dans le catholicisme, croient en la présence réelle du Christ au moment de la célébration du sacrement de l'eucharistie,.

## Citations
- « Ma main se sent touchée aussi bien qu’elle touche. Réel veut dire cela, rien de plus », Paul Valéry, Mon Faust, Œuvres Pléiade, Tome 2
- « La réalité, c'est ce qui refuse de disparaître quand on cesse d'y croire », Philip K. Dick[21]
- « Comment définir le réel ? Ce que tu ressens, vois, goûtes ou respires, ne sont rien que des impulsions électriques interprétées par ton cerveau », Morpheus dans The Matrix.

#### Philosophie et épistémologie
- Platon, La République
- Descartes, Méditations Métaphysiques
- Berkeley, Principes de la connaissance humaine
- Hume, Traité de la nature humaine
- Jean-François Courtine, « Réalité », dans Barbara Cassin (dir.), Vocabulaire européen des philosophies, LeSeuil/Le Robert, 2004 (ISBN 2020307308), p. 1060-1065.
- (de) Der grosse Duden. Étymologie (vol. 7), Bibliographisches Institut Mannheim, Dudenverlag, 1963, « wirken » → « Wirklichkeit », p. 767-768.
- Jacques Bouveresse, Le philosophe et le réel : Entretiens avec Jean-Jacques Rosat, littératures, coll. « Hachette », 1998, 263 p. (ISBN 9782012790148).
- Clément Rosset, Le réel : Traité de l'idiotie, Paris, Éditions de Minuit, coll. « Critique », 1977, 155 p. (ISBN 9782707318640).
- Clément Rosset, L’École du réel, Paris, Éditions de Minuit, coll. « Paradoxe », 2008, 473 p. (ISBN 2-7073-2019-6).
- Clément Rosset, Le réel et son double : essai sur l’illusion, Paris, Éditions Gallimard, coll. « Folio Essais », 1993 (1re éd. 1976), 129 p. (ISBN 978-2-07-032751-5 et 2-07-032751-5).
- Mona Chollet, "La Tyrannie de la réalité"
- René Laforgue, Relativité de la réalité. Réflexions sur les limites de la pensée et la genèse du besoin de causalité, Paris, Denoël, 1937.
- André Lalande, Vocabulaire technique et critique de la philosophie, Paris, PUF, coll. « Quadrige », 1993 (1re éd. 1926) (ISBN 2 13 044512 8).
  - « Réalité », dans Vocabulaire technique et critique de la philosophie, 1993, p. 894.
  - « Réel », dans Vocabulaire technique et critique de la philosophie, 1993, p. 900-902.
- Alain Rey (dir.), « Réel, elle », in Ray, A. (dir.), Le Robert. Dictionnaire historique de la langue française, (1992), Dictionnaires Le Robert, 2000, tome 3,  (ISBN 2-85036-565-3) p. 3129-3131.
- Émile Meyerson, Identité et réalité (1908), 2e éd., 1912 (réédition Vrin, 2001).
- Collectif sous la direction de Paul Watzlawick, avec notamment Ernst von Glasersfeld, Heinz von Foerster et des personnalités de l'école Pablo Alto, L'invention de la réalité, Contributions au constructivisme, 1981.  (ISBN 9782020294522)
- Raynald Belay, « Réalité », dans Michel Blay (dir.), Dictionnaire des concepts philosophiques, Paris, Larousse, coll. « In extenso », 2006, p. 678-679.
- Eugen Fink (trad. Hans Hildenberg et Alex Linderberg), Le jeu comme symbole du monde, Les Éditions de minuit, coll. « Arguments », 1993, 244 p. (ISBN 2-7073-0130-2).
- Olivier Henri-Rousseau, Physique Théorique et Réalité, Perpignan, PUP, 2018.
- Jean Perdijon, Peut-on sacrifier l'idée de réalité ?, Paris, L'Harmattan, 2020.

#### Psychanalyse
- Sigmund Freud,
  - Formulations sur les deux principes du fonctionnement psychique, 1911.
  - La perte de la réalité dans la névrose et la psychose, 1924.
- Jean Laplanche et Jean-Bertrand Pontalis, Vocabulaire de la psychanalyse, Paris, PUF, coll. « Bibliothèque de la psychanalyse », 1984 (1re éd. 1967), 523 p. (ISBN 2-13-038621-0).
  - « Principe de réalité », dans Vocabulaire de la psychanalyse, 1984, p. 336-339.
  - « Réalité psychique », dans Vocabulaire de la psychanalyse, 1984, p. 391-392.
  - « épreuve de réalité », dans Vocabulaire de la psychanalyse, 1984, p. 138-142.
  - « Moi-plaisir — moi-réalité », dans Vocabulaire de la psychanalyse, 1984, p. 256-259.
- Jean Laplanche, « Réalité », dans André Bourguignon, Pierre Cotet, Jean Laplanche, François Robert, Traduire Freud, 1989 (ISBN 2 13 042342 6), p. 132.
- Elisabeth Roudinesco et Michel Plon, Dictionnaire de la psychanalyse, Paris, Fayard, coll. « La Pochothèque », 2011 (1re éd. 1997), 1789 p. (ISBN 978-2-253-08854-7), p. 1301.
  - « Réalité psychique », dans Dictionnaire de la psychanalyse, 2011, p. 1301.
  - « Réel », dans Dictionnaire de la psychanalyse, 2011, p. 1302-1305.
- René Roussillon, « réalité psychique », dans Alain de Mijolla (dir.), Dictionnaire international de la psychanalyse, Paris, Hachette, 2005 (ISBN 201279145X), p. 1468-1470.
- Pierre-Christophe Cathelineau, « réel », dans Roland Chemama (dir.), Dictionnaire de la psychanalyse, Larousse, coll. « in extenso », 2009 (1re éd. 1993) (ISBN 9782035839428), p. 490-493